# 2018년 남부 시리아 공세
바살트 작전이라는 암호명 하에 진행되고 있는 남부 시리아 공세는 시리아 육군과 동맹군이 남부 시리아에 주둔한 반군에 맞서 개시한 군사 작전이다. 전투는 다라 주에서 반군이 장악하고 있는 지역에 대한 기습 공격으로 시작되었다. 이 작전은 반군이 점령한 전선을 분쇄하고 그들의 사기를 약화시키기 위해 개시되었으며, 더 넓은 남부 시리아 지역에 대한 공세의 사전적인 작전이기도 하다.
다라 주는 '혁명의 요람'으로 잘 알려져 있다. 이는 다라 주에서 젊은이들을 고문하고 살해했던 것으로 인해 2011년 아사드 정부에 맞서 항의 운동을 일으켰기 때문이다. 이에 따라 분석가들은 다라를 점령하는 것이 반군에 대한 중요하고도 상징적인 승리라고 보고 있으며 남부 시리아에서 정부의 힘을 공고히 할 수 있다고 말한다.
유엔은 270,000명 이상의 사람들이 집을 잃고 쫓겨나서 요르단과의 국경지대나 이스라엘이 점령한 골란고원으로 가고 있다. 그러나 양국은 시리아 난민들을 받아들이지 않겠다고 했다. 러시아가 지원하는 이 공격은 미국, 요르단, 러시아가 고생하며 협상하던 "탈가속화 지역"에 속하고 있다. 다라 주 주변 지역은 "탈 가속화 지역"이라고 지정되었으며, 미국 정부는 이 합의를 위반하는 어떤 전역에 대해서라도 강하게 대응할 것을 약속했다. 그러나 미군은 아직 공격을 멈출 어떠한 행동도 취하지 않고 있다.

## 배경
이스라엘의 우려를 완화고, 이스라엘의 가능한 개입을 막기 위해 러시아와 이스라엘은 이란 지원군이 다라 주에 대한 공격 당시 시리아 정부를 지원하지 않겠다는 합의를 했다.

## 분쟁
6월 18일 밤, 시리아군은 부스라 알히르와 마세카 일대의 몇몇 농장들을 점령했다. 같은 날 시리아 정부군은 부스라 알샴, 가라샤기야, 가라가르비야를 공격했으며, 공격은 마을에 위치한 반군의 요새들을 주요 목표로 삼았다. 또한 시리아 정부의 다라 공세가 동부 다라와 나시브 국경지대를 점령하는 것이 목표라는 보고서도 나왔다. 시리아군이 공격을 개시하는 동안 남부전선과 레반트 자유인민위원회로 알려진 반군이 정부의 공세를 수와이다 주로 퇴각시키려고 시도했으나 실패했다.
6월 19일 레반트 자유인민위원회로 묘사된 반군이) 정부의 반군 거점 공격에 대항해 수와이다를 포격했으며, 정부는 ISIL에 맞서 수와이다 주 북동쪽에서 또다른 공세를 개시했다. 같은 날, 시리아군은 아심, 나흐타, 무시카, 지스리, 부스탄과 같은 다라 교외에 미사일을 발사했고, 이 결과 3명의 민간인이 사망했다. 시리아 정부는 라자트 구에 반군을 고립시키기 위해 여러 반군을 공격했고, 두웨이리를 향해 진격했다. 결국 시리아군의 기습 공격으로 인해 4개의 반군 단체는 타이아무 투와르 마하이야라는 합동작전실을 설치해 정부의 공세를 격퇴하고자 했다.
6월 20일 이른 아침 타이거 부대가 이끄는 시리아군이 중포와 미사일을 사용해 부스라 알하리르를 점령하고자 했으며 시리아군의 전날 공습도 효과가 있을 것이라 예상했다. 이후 시리아군은 무세이카와 달라파를 점령하고 라자트에 위치한 반군을 차단했다. 반군은 그러한 진군이 이루어졌다는 것을 부인했다. 이후 무세이카를 포함한 많은 마을들에 시리아 육군의 포격이 가해졌음이 밝혀졌다.
6월 21일 한 밤 중에 시리아 공군은 히라크에 위치한 레반트 자유인민위원회의 기지에 대해 공습을 수행해 10명의 대원들을 사살했다. 이 공습은 부스라 알샴, 부스라 알하리르, 탈 알하라, 나흐테, 무스야카 등도 포함되어 있었다. 공중 폭격이 이어진 후, 시리아군은 지대지 미사일과 야포를 이용해 마을들을 포격했다. 시리아 군은 역내 반군의 보급선도 차단했다. 정부군이 반군 지역에 미사일을 발사하고 지역 내에서 큰 성과를 거두자, 반군은 정부의 공세에 보복하기 위해 수와이다로 미사일을 발사했다.
6월 22일, 시리아-요르단 국경 지대에서 폭력이 증가하자 요르단의 북쪽 국경을 따라 요르단군이 배치되었다. 반군과 싸우는 동안 시리아군은 30개의 미사일을 부스라 지역과 카라크 지역에 발사했다. 시리아군과 동맹군이 무사키야와 달라파를 점령했다는 보고서는 시리아 반군이 여전히 마을을 점령하고 있었기에 거짓으로 판명되었지만, 시리아 정부군과 동맹군은 데이르다마와 부스탄을 반군으로부터 점령했다는 보고도 들어왔다.
6월 23일, 샤무라흐, 마두라흐, 아라리, 베르그샤흐, 시야하트를 잃어버린 반군은 다라 내에 위치한 정부 거점을 공격했고, 반군은 미사일을 사용했다.
6월 24일, 러시아 전투기들이 처음으로 공세 당시 공중 엄호를 제공했다. 반군은 수와이다 주에 위치한 정부군의 요충지로 침투하려고 시도했으나 모두 격퇴되고 말았다. 달라파와 하란에서 벌어진 이란-시리아 연합군의 공격이 격퇴됨으로써 폭력적인 충돌이 이어졌다. 오마리 여단의 지도자였던 와즈디 아부 탈리스는 반군을 떠나 정부군에 협력했고, 시리아 정부에 다마와 시아 전체의 통제권과 자달의 일부를 넘겨주었다.
6월 25일, 시리아 정부는 라자트 지역 전체를 점령했다고 주장했다. 반군은 보스라 지역에서 공습을 수행 중이던 미코얀-구레비치 MIG-23에 피해를 입혔고, 시리아의 BMP를 BGM-71 TOW로 파괴하기도 했다.
6월 26일, 시리아 정부는 타이거 부대가 마을에 여러 공격축을 통해 공세를 가한 이후 도시를 방어하던 반군의 전선을 돌파하면서 부스라 알하리르를 탈환했다. 이 전투에서 시리아 여단장이 전사했다. 같은 날 아침, 정부군은 마다인을 점령했고, 나히타 마을 역시 시리아군 병사들에게 압도당했다. 이로 인해 반군은 히라크로 철수했다. 나히타 점령은 6월 26일 밤, 레반트 자유인민위원회 전투원들로 인해 주인이 바뀌었지만, 6월 27일 이른 시각에 시리아군이 통제권을 되찾았다. 시리아군은 남쪽으로 공세를 이어나가 히라크 동부 교외 지역까지 도달했다.
6월 27일, 시리아 육군이 제52여단 기지를 점령해 라크함을 향해 남쪽으로 공세를 개시하였고, 곧 도시를 점령했다. 이후 그 날, 다수의 거점들이 결과적으로 반군에 의해 버려지게 되었다. 제49대대 기지, 알마, 히라크, 제279대대 기지, 수라 등이 대표적인 예로, 카림과 주누비, 샤아라의 정착지역들은 정부군에 항복했다.
6월 29일, 타파스, 다엘, 압타, 카라크, 자이라와 동부 다라에 위치하던 몇몇 반군 단체와 지도자들이 정부군에 항복하기로 합의했다. 시리아군은 텔 주마이티야와 움와라드, 알셰이크 사에드를 반군 계파로부터 탈환했다. 같은 시각 수나의 젊은이 군대가 BGM-71 TOW로 시리아 전차들을 파괴했다.
7월 1일, 수나의 젊은이 부대는 시리아 정부와 합의에 이르렀다. 합의에는 수나의 젊은이 부대가 중화기를 시리아에게 넘겨 주는 대신, 3개월 간 보스라 알 샴을 자신의 통제권 하에 둔다는 것이었다. 반군의 중앙작전실에서 나온 보고에 따르면, 이들은 90명의 친정부군은 6월 15일부터 6월 30일까지 사살했으며 11대의 전차와 2대의 BMP를 파괴했다. 한편 시리아 공화국 보위대의 중령도 사살된 것으로 확인되었으며 시리아 육군 여단장이 전투 중 부상을 입었다.
7월 2일, 반군의 중앙작전실은 그들이 여러 마을에서 정부의 연속적인 공격을 물리쳤다는 담화를 발표했다. 이들은 이 과정에서 3대의 전차와 BMP를 TOW ATGM으로 파괴했으며, 몇몇 친정부군을 사살했다고 주장했다.
7월 3일, 시리아 정부군의 공세는 나시브 국경지대를 탈환하기 위한 2차례의 공격이 실패로 끝난 이후 시리아 정부군의 공세는 정지되었다. 시리아군의 공세가 정지된 이후 헤즈볼라와 다른 이란 연계단체가 사용했던 다마스쿠스와 다라를 잇는 도로를 따라 다라 북부 지역의 창고에서 폭발이 일어났다. 여러 매체는 이스라엘 방위군이 시설에 공격을 가한 것이라 비난하고 있지만, 이스라엘 정부는 어떠한 입장도 내놓지 않고 있으며, 시리아 인권관측소도 폭발의 원인을 입증하는 것이 불가능했다. 같은 날, ISIL의 연계단체인 칼리드 이븐 알와리드 군과 친정부 군이 서부 다라에서 충돌했다. 이 충돌은 칼리드 비 알와리드 군이 친정부군에 로켓을 발사한 후, 국민방위군이 차지하던 친정부군 거점에 공격을 가한 것으로, 친정부군이 큰 피해를 입었다.